# 恵さかえ
恵 さかえ（めぐみ さかえ）とは元宝塚歌劇団花組組長。東京都出身。宝塚歌劇団時代の愛称はマヒ。宝塚歌劇団入団時の芸名は恵 ゆたか（めぐみ ゆたか）であった。 

## 来歴
1943年に33期生として、宝塚音楽舞踊学校（現在の宝塚音楽学校）に入学し、1945年に宝塚歌劇団入団。初舞台公演演目は『グラナダの薔薇』であった。宝塚入団時の成績は15人中13位。
1975年に花組組長に就任し、1983年に退任。同年、専科に異動。
1991年、宝塚歌劇団を退団。 最終出演公演の演目は月組・東京宝塚劇場公演『川霧の橋』である。
1997年3月19日死去。

## 人物
宝塚時代の配属組は雪、星、花、月、花、専科の順である。

## 宝塚歌劇団時代の主な舞台
- 『南の哀愁』デュエット（1964年）
- 『ユンタ』島の娘（1964年）
- 『ボン・ビアン・パリ』オルタンシア夫人（1965年）
- 『ファンタジア』踊る女（1966年）
- 『霧深きエルベのほとり』ベロニカ（1967年）
- 『オクラホマ!』牧葉の娘（1967年）
- 『アディオ・アモーレ』スピーナ夫人（1967年）
- 『ラプソディ』アンナ夫人（1968年）
- 『人魚姫』女王（1971年）
- 『ゴールド・ヒル』ジュリー（1971年）
- 『さらばマドレーヌ』モントレー侯爵夫人（1972年）
- 『霧深きエルベのほとり』ベロニカ（1973年）
- 『ベルサイユのばら』サンプリースト侯爵夫人（1974年）
- 『ベルサイユのばら -アンドレとオスカル-』ランバール公爵夫人（1975年）
- 『あかねさす紫の花』斉明天皇（1976年）
- 『ル・ピエロ』デコレーションの女（1977年）
- 『風と共に去りぬ』メリーウェザー夫人（1978年）
- 『風と共に去りぬ』ミード夫人（1978年：福岡市民会館、小倉市民会館）
- 『夜明けの序曲』亀吉（1982年）
- 『霧深きエルベのほとり』ザビーネ（1983年）
- 『花供養 』よし（1984年：宝塚バウホール）
- 『愛あれば命は永遠に』レッティツィア（1985年）
- 『レビュー交響楽』ルイーゼ・ジーグフェルド（1986年）
- 『別離の肖像』皇太后陛下（1987年）
- 『ベルサイユのばら -フェルゼンとマリー・アントワネット編-』マリア・テレジア（1989年）
- 『川霧の橋』扇寿恵（1990年）